# 霸凌女教師 (電視影集)
《霸凌女教師》（英語：Bad Teacher）為美國情境喜劇系列，由希拉蕊·溫斯頓（Hilary Winston）創作，根據2011年的同名電影《霸凌女教師》改編。本單鏡頭影集於2014年4月24日在CBS首映，為2013年－2014年美國電視網節目表之一。

## 故事大意
梅雷迪思·戴維斯（Meredith Davis）與她的先生離婚，由於簽署婚前協議書的緣故，因此她什麼都得不到。梅雷迪思被迫搬到她朋友的家中同住，在帶朋友的女兒莉莉（Lily）上下學時，想到可以在莉莉的學校擔任老師並且釣多金的單身父親，可讓她回到過去貴婦的生活。因此她假造履歷欺騙該學校的校長卡爾·蓋恩斯雇用她。故事就發生在她與學校的其他老師：體育老師喬爾（Joel）、艾琳（Irene）；金妮（Ginny），以及她朋友的女兒莉莉以及其他學生之間展開。

## 演員

### 主要
- 艾莉·葛瑞那 飾演 梅雷迪思·戴維斯（Meredith Davis），剛離婚的前釣金女，由於缺錢，因此成為國小老師，並試圖釣一位多金的單身父親與其結婚。在看似放蕩的外表，其實很重視學生之間的霸凌問題。
- 莎拉·吉爾伯特 飾演 艾琳（Irene）學校的老師之一，外表不佳，有社交問題，因此期望與梅雷迪思成為好朋友。
- Ryan Hansen 飾演 喬爾·寇斯（Joel Kotsky），學校的體育老師，並且也是梅雷迪思的高中同學，對梅雷迪思有明顯的好感，然而梅雷迪思很明顯看不上他。
- Sara Rodier 飾演 莉莉（Lily），梅雷迪思朋友的女兒，與梅雷迪思在同一間小學念書，並擔任校園交通指揮，有被霸凌的問題。
- 克莉絲汀·戴維斯 飾演 金妮·泰勒-克拉普（Ginny Taylor-Clapp），學校的老師之一，自我要求嚴格，並強烈對梅雷迪思抱持懷疑。
- 大衛·亞倫·基亞（英语：David Alan Grier） 飾演 卡爾·蓋恩斯（Carl Gaines），學校的校長，最近剛離婚，目前室友同居。經常被梅雷迪思的花言巧語所欺騙。

### 配角
- Caitlin Kimball 飾演 金（Kim），一位實習老師，目前跟在金妮老師身邊學習。

## 製作與發展
本劇首次於2012年10月5日發表，並於2013年1月23日預訂製作首播集。 2013年3月13日，宣布由唐斯‧卡爾迪諾（Don Scardino）成為首播集的導演。
2013年2月18日，宣布由大衛·亞倫·基亞加入劇組並飾演卡爾（Carl）。 同年2月19日，宣布由艾莉·葛瑞那飾演本劇女主角梅雷迪思（Meredith）。 2月21日，宣布Ryan Hansen 飾演喬爾(Joel)。 3月6日，宣布莎拉·吉爾伯特飾演艾琳（Irene）。 3月13日，宣布克莉絲汀·戴維斯飾演金妮（Ginny）。 Sara Rodier 飾演莉莉Lily，不過並未特別宣布。2013年3月19日，宣布Caitlin Kimball加入本劇組飾演配角金（Kim）。
2013年5月13日，報導指出本劇將不被放入2013年CBS秋季的預定表中。 2013年5月15日，宣布本劇將排除在CBS 2013-14年度節目預定表當中，然而一星期後，2013年5月22日，又宣布本劇重新進入節目預定表裡。

## 全劇總覽
| 季數 | 季數 | 集數 | 原始播映日期  | 原始播映日期 | DVD 發行日期 | DVD 發行日期 | DVD 發行日期 |
| 季數 | 季數 | 集數 | 首映          | 最終回       | 第1區        | 第2區        | 第4區        |
| ---- | ---- | ---- | ------------- | ------------ | ------------ | ------------ | ------------ |
|      | 1    | 13   | 2014年4月24日 | TBA          | TBA          | TBA          | TBA          |

### 各集介紹
| 集數 | 名稱                   | 導演          | 編劇           | 原始 播映 日期 | 製作 編號 | 美國 收視(百萬) |
| --- | ---------------------- | ------------- | -------------- | -------------- | --------- | --------------- |
| 1 | 首映集(Pilot)          | Don Scardino  | Hilary Winston | 2014年4月24日  | 7.80      |                 |
| 梅雷迪思，一位前貴婦，由於先生劈腿後離婚，卻發現一毛錢也拿不到，失望之餘，決定去當小學老師釣多金單身漢，並且幫助朋友的女兒莉莉避免霸凌。   |                        |               |                |                |           |                 |
| 2 | 父親情結(Daddy Issues) | Peter Lauer   | Tim McAuliffe  | 2014年5月1日   | 6.47      |                 |
| 梅雷迪思看上了一個學生的父親，因此試圖與她爸約會，然而那名學生不允許梅雷迪思與她爸約會。同時，艾琳試圖與網友見面，要求喬爾當她的護花使者。 |                        |               |                |                |           |                 |
| 3 | Evaluation Day         | Victor Nelli  | Ben Dougan     | 2014年5月8日   | TBA       |                 |
| Meredith is tasked to help Ginny during teacher-evaluation day. Meanwhile, Meredith is accused of exploiting a friendship.                 |                        |               |                |                |           |                 |
| 4 | Fieldtrippers          | Bryan Gordon  | Billy Finnegan | 2014年5月15日  | TBA       |                 |
| 5 | The 6th Grade Lock-In  | Adam Davidson | Erica Rivinoja | 2014年5月22日  | TBA       |                 |
| 6 | Yearbook               | 待定          | 待定           | 2014年5月29日  | TBA       |                 |

## 回應

### 評論
本劇於評論網站Metacritic獲得51/100的評分，意思是「平均」 ("mixed or average") ，由22位評論者投票。 其他的評論網站爛番茄中，則是 58% 的酸度，平均為 5.2/10 ，由24位評論者投票。 日報Indiewire的 Ben Travers 則給予首播集「D」的評價。 ShowBuzzDaily.com 的 Mitch Salem 則給予「轉台」(Change the Channel)的評價。 報紙Newsday 的 Verne Gay 也給予本劇「D」的評價。

### 美國收視率
| 集數 | 名稱                    | 原始播映日期  | 時間(美東)     | 收視數 (百萬) | 收視率 (成人18~49歲) |
| ---- | ----------------------- | ------------- | -------------- | ------------- | -------------------- |
| 1    | 首映集("Pilot")         | 2014年4月24日 | 星期四 9:30 pm | 7.80          | 2.1/6                |
| 2    | Daddy Issues            | 2014年5月1日  | 星期四 9:30 pm | 6.47          | 1.4/4                |
| 3    | "Evaluation Day"        | 2014年5月8日  | 星期四 9:30 pm | TBA           | TBA                  |
| 4    | "Fieldtrippers"         | 2014年5月15日 | 星期四 9:30 pm | TBA           | TBA                  |
| 5    | "The 6th Grade Lock-In" | 2014年5月22日 | 星期四 9:30 pm | TBA           | TBA                  |
| 6    | "Yearbook"              | 2014年5月29日 | 星期四 9:30 pm | TBA           | TBA                  |

## 外部連結
- 官方网站
- 互联网电影数据库（IMDb）上《Bad Teacher》的资料（英文）